# 医療福祉支援推進協会
医療福祉支援推進協会（いりょうふくししえんすいしんきょうかい）は、福岡県福岡市中央区に本部を置く、日本の特定非営利活動法人(NPO)。障がい者及び障がい者スポーツ選手、医療従事者、児童、高齢者に対して、医療福祉の分野において、運動支援、トレーナー活動、人材育成、研修支援活動等を行い、地域における心豊かな人材育成、医療の質の向上に寄与することを目的とする。

## 概要
- 2015年10月障がい者スポーツアスリートの支援活動を開始し、2018年特定非営利活動法人として医療福祉支援推進協会を設立する。現在は障がい者スポーツコミュニティ「HEROES」及び日本病院事務推進協議会の支援・管理を行っている。
- 会長：鶴田英二